# The Crazy World of Arthur Brown
The Crazy World of Arthur Brown ist eine britische Psychedelic-Rock-Band um den Sänger Arthur Brown, die mit ihrem Hit Fire 1968 einen einzigen großen kommerziellen Erfolg hatte. Die Single Fire erreichte Platz 3 der offiziellen deutschen Single-Charts und hielt sich zehn Wochen in den Top 10. Das Album Crazy World of Arthur Brown erreichte Platz 7 der Billboard Music Charts.

## Bandgeschichte
Arthur Brown sang früher in Gruppen wie Blues and Brown, Southwest Five, Arthur Brown Union und Arthur Brown Set. 1967 gründete er mit Vincent Crane The Crazy World of Arthur Brown, die speziell beim Underground-Publikum schnell Fans fand.
1968 gelang der Hit Fire. Das Lied war eines der sogenannten One-Hit-Wonder in Großbritannien und in den USA der 1960er. Das erste Album gilt als Klassiker der psychedelischen Rockmusik der späten 1960er-Jahre. Es enthält Cover-Versionen von Stücken von Screamin’ Jay Hawkins und James Brown. Die Eigenkomposition Fire war als Singleauskopplung ein internationaler Bestseller.
Die Besetzung löste sich praktisch während der US-Tour im Jahr 1969 auf. Vincent Crane und Carl Palmer verließen die Band, um Atomic Rooster zu gründen. Nick Greenwood wechselte zur Band Khan (als Nicholas Greenwood), Theaker zu Love und später zu Rustic Hinge und schließlich gründete Brown Arthur Brown’s Kingdom Come. Er war auch auf dem ersten Album von Alan Parsons als Sänger zu hören.
Im Jahr 2000 reanimierte Brown The Crazy World of Arthur Brown mit einer Reihe junger Musiker. Im Herbst 2013 ging er in dieser Besetzung auf eine einwöchige Deutschland-Tournee. Im Jahr 2015 folgen einige weitere Konzerte unter anderem auch in Deutschland.

## Bandmitglieder
- Arthur Brown – Gesang
- Vincent Crane – Orgel, Basspedale
- Nick Greenwood, Sean Nicholas – E-Bass (1968)
- Drachen Theaker – Schlagzeug (Album)
- Carl Palmer – Schlagzeug (US-Tournee)
- Jeff Cutler – Schlagzeug (nur zweite US-Tournee)

## Diskografie

### Alben
- The Crazy World of Arthur Brown (1968)
- Strangelands (1988, aufgenommen 1969), lange verschollen
- Tantric Lover (2000, 2002), Großbritannien, verlegt bei Voiceprint Records
- Vampire Suite (2003), USA, verlegt bei Track Records
- Voice of Love (2007), verlegt bei Zoho Music
- The Crazy World of Arthur Brown Live at High Voltage (2011, vinyl only release, limited edition of 1000, recorded at the High Voltage Festival)
- Zim Zam Zim (2014), Europa, Bronze Rat Records

### Singles
- Devil’s Grip (B-Seite: Give Him a Flower), verlegt bei Track Records als Single 604008 in Großbritannien (1967)
- Fire (B-Seite: Best Cure), verlegt bei Track Records als Single 604022 in Großbritannien und bei Atlantic als Single 2556 in den USA (1968)
- Nightmare (B-Seite: Music Man (aka What’s Happening)), verlegt bei Track Records als Single 604026 in Großbritannien (1968)
- I Put a Spell on You (B-Seite: Nightmare), verlegt bei Track Records als Single 2582 in den USA (1968)

### Musikbeispiele
- The Crazy World of Arthur Brown: Fire (Beat-Club 1968) auf YouTube
- The Crazy World of Arthur Brown: Fire (TOTP 1968) auf YouTube
- The Crazy World of Arthur Brown: Nightmare (The Comittee, 1968) auf YouTube